# Tura inquilina
Tura inquilina är en kräftdjursart som först beskrevs av Koelbel 1894.  Tura inquilina ingår i släktet Tura och familjen Porcellionidae. Inga underarter finns listade i Catalogue of Life.